# Astragalus kazymbeticus
Astragalus kazymbeticus är en ärtväxtart som beskrevs av Georgji Prokopievič Sumnevicz. Astragalus kazymbeticus ingår i släktet vedlar, och familjen ärtväxter. Inga underarter finns listade i Catalogue of Life.